# Айгут
Айгут (вірм. Այգուտ) — село в марзі Гегаркунік, на сході Вірменії. Село розташоване на північний захід від міста Чамбарак, на півічний схід від міста Севан та на південний схід від міста Діліжан сусіднього марзу Тавуш.
| Рік  | Чисельність | Чисельність |
| ---- | ----------- | ----------- |
| 1831 | 357         | [ 1 ]       |
| 1886 | 2157        | [ 1 ]       |

| Рік  | Чисельність | Чисельність |
| ---- | ----------- | ----------- |
| 1922 | 1015        | [ 1 ]       |
| 1959 | 1123        | [ 1 ]       |

| Рік  | Чисельність | Чисельність |
| ---- | ----------- | ----------- |
| 1979 | 2022        | [ 1 ]       |
| 1991 | 78          | [ 1 ]       |

| Рік  | Чисельність | Чисельність |
| ---- | ----------- | ----------- |
| 2001 | 1071        | [ 1 ]       |
| 2011 | 911         | [ 2 ]       |

| Рік  | Чисельність | Чисельність |
| ---- | ----------- | ----------- |
| 1831 | 357         | [ 1 ]       |
| 1886 | 2157        | [ 1 ]       |

| Рік  | Чисельність | Чисельність |
| ---- | ----------- | ----------- |
| 1922 | 1015        | [ 1 ]       |
| 1959 | 1123        | [ 1 ]       |

| Рік  | Чисельність | Чисельність |
| ---- | ----------- | ----------- |
| 1979 | 2022        | [ 1 ]       |
| 1991 | 78          | [ 1 ]       |

| Рік  | Чисельність | Чисельність |
| ---- | ----------- | ----------- |
| 2001 | 1071        | [ 1 ]       |
| 2011 | 911         | [ 2 ]       |